# محوطه شمس‌آباد ۹
محوطه شمس‌آباد ۹ مربوط به هزاره سوم قبل از میلاد است و در شهرستان ایرانشهر، بخش بمپور، دهستان بمپور غربی، روستای شمس‌آباد، ۶۰۰ متری شمال شرق روستای شمس‌آباد واقع شده و این اثر در تاریخ ۲۶ اسفند ۱۳۸۷ با شمارهٔ ثبت ۲۵۸۶۲ به‌عنوان یکی از آثار ملی ایران به ثبت رسیده است.